# Католицький університет Судану
Католицький університет Судану — приватний католицький університет в Південному Судані. Один з трьох університетів Південного Судану. Окремі установи університету розташовані також в Хартумі (Судан)
Католицький університет підпорядкований ордену єзуїтів («JRS Eastern Africa»). Університет відкрився в 2008 році. У місті Джуба викладатимуться соціальні та гуманітарні науки, у столиці провінції місті Вау з 2010 року діють сільськогосподарський та інженерний факультети. Комбоні-коледж в Хартумі пропонує вивчення інформатики.